# Dajabón (stad)
Dajabón is een stad en gemeente (29.000 inwoners) in het noordwesten van de Dominicaanse Republiek. Het is de hoofdstad van de gelijknamige provincie en ligt tegen de grens met Haïti.

## Geschiedenis
Over de herkomst van de naam "Dajabón" zijn verschillende theorieën. Een van die theorieën is dat het een samentrekking is van de vissoort "Dajao" en het Franse woord "bonne" (goed). De stad is gesticht in de 18e eeuw. In de negentiende eeuw werd de plaats officieel een gemeente. De plaats heeft een roerige geschiedenis. In 1937 eiste de president dat de Haïtiaanse inwoners van de stad het land zouden verlaten. Toen hieraan geen gehoor werd gegeven organiseerde hij een bloedbad, waarbij meer dan 30.000 Haïtianen omkwamen.

## Productie
De gemeente Dajabón heeft in principe voldoende natuurlijke bestaansmiddelen om in de groeiende eigen voedselvraag te voorzien. De grond wordt echter niet echt efficiënt gebruikt. De stad kent ook een levendige handel. Ongeveer 77% van de beroepsbevolking werkt. Daarvan is zo'n 25% werkzaam in de publieke sector.

## Bestuurlijke indeling
De gemeente bestaat uit twee gemeentedistricten (distrito municipal):
Cañongo en Dajabón.
Azua · Bajos de Haina · Baní · Barahona · Boca Chica · Bonao · Comendador · Cotuí · Dajabón · El Seibo · Hato Mayor · Higüey · Jimaní · La Romana · La Vega · Los Alcarrizos · Mao · Moca · Monte Cristi · Monte Plata · Nagua · Neiba · Pedernales · Puerto Plata · Sabaneta · Salcedo · Samaná · San Cristóbal · San Francisco de Macorís · San José de Ocoa · San Juan · San Pedro de Macorís · Santiago · Santo Domingo de Guzmán · Santo Domingo Este · Santo Domingo Norte · Santo Domingo Oeste